# Deportivo Corralillo
Deportivo Corralillo es un equipo de Fútbol de Costa Rica, de la comunidad de La Candelaria más conocido como Corralillo de Cartago, que juega en la Liga Nacional de Fútbol Aficionado, Liga de Tercera División de Costa Rica. Con 22 años de existencia el Club cuenta con 18 títulos en 26 finales jugadas a nivel de competiciones locales.

## Deportivo Corralillo
El equipo de «Yamil», como es conocido popularmente, actualmente Deportivo Corralillo,  fue fundado el primero de enero del año 1997, cuando en ese entonces el señor Yamil Navarro Brenes, vecino de la comunidad conformó un equipo de adolescentes y jóvenes que formarían lo que se conoce hoy como el Deportivo Corralillo Football Club.
El Deportivo Corralillo es el único club que ostenta 3 títulos del Torneo Rotativo de Fútbol La Flor del Café, en las ediciones 2015 (Primera Edición), 2017 y 2018. Obteniendo el primer lugar en el denominado «Clásico del Pueblo» contra su archirrival en el plano deportivo, Liverpool F.C, en la edición 2017.

## Palmarés
El Palmarés del equipo ha sido exitoso cuenta con 26 finales jugadas, de las cuales ha obtenido 8 subcampeonatos y 18 Campeonatos en torneos no oficializados por la Federación Costarricense de Fútbol, pero organizados por la Región Distrito Corralillo, y la Zona de los Santos.
Dentro de dichas competiciones destacan:
- El Primer Trofeo conseguido por el club, en San Antonio de Corralillo de Cartago.

- El Primer Título ganado en casa, en Finca Los Alpinos,[9] lugar en donde se llevan a cabo también las fechas del Campeonato Nacional de Motocross de Costa Rica.[10]
- Tricampeón del Torneo Rotativo de Fútbol La Flor del Café

En competiciones oficiales del club se encuentra, el Torneo de los 108 años de aniversario del Club Sport Cartaginés cuya final fue celebrada en el Estadio José Rafael "Fello" Meza Ivancovich, en 2014.

## Temporada 2015
En 2015  el Deportivo Corralillo conseguiría ganar la primera edición del Torneo Rotativo de Fútbol La Flor del Café, cuya final fue celebrada en La Plaza de Deportes Corralillo de Cartago.

## Temporada 2016
En la temporada 2016, el Deportivo Corralillo, lograría llegar a la final del Torneo Rotativo de Fútbol La Flor del Café, en donde caería derrotado en contra del  Liverpool F.C, con resultado de 2 a 1 a favor de este último. Durante todo el encuentro el Liverpool estuvo adelante por 2 anotaciones, hasta que en los últimos diez minutos del encuentro Corralillo marcaría un gol para poner el partido en nerviosismo, sin embargo al final sería insuficiente, quedando subcampeón en dicha edición del torneo. 

## Temporada 2017
Un año después en 2017, estos rivales se enfrentarían nuevamente en la final del Torneo, el encuentro quedaría en un resultado de 1 a 1, definiéndose por medio de los penales, en donde Deportivo Corralillo se alzaria con la victoria por encima del Liverpool F.C.

## Temporada 2018
En la edición 2018 del Torneo Rotativo de Fútbol La Flor del Café, Corralillo lograría la hazaña de ganar 3 Partidos Consecutivos en contra de él que hasta el momento había sido uno de los rivales más fuertes con el que se había enfrentado, El Fútbol Club Academia de Acosta, luego de haber perdido la final de la primera fase en contra del mismo.
El Deportivo Corralillo lograría alcanzar la final en la segunda fase del torneo y obtendría el triunfo en dicha serie a dos partidos contra El Fútbol Club Academia de Acosta, ganando un encuentro disputado en San Ignacio de Acosta, donde el equipo rival tenía un invicto sorprendente de años sin perder de local, esto permitiría acceder a una final decisiva llevándose el Deportivo Corralillo el título en un encuentro de infarto, por medio de los disparos desde el punto de penal, este se recuerda hasta ahora como el mejor partido en la historia de la competición.

Cabe mencionar que dentro de dicho torneo Corralillo es el único club que ha disputado 4 finales (2015, 2016, 2017, 2018) de las 5 ediciones del Certamen.

## Temporada 2019
En la temporada 2019 en el Torneo Rotativo de Fútbol La Flor del Café, el Deportivo Corralillo quedaría eliminado en la primera ronda de la fase final, por una sorpresiva derrota en penales 5 a 3 en contra del Deportivo La Guaria.

## Temporada 2019-2020
Ya en el año 2019 después de haber conseguido triunfos tanto a nivel de distrito como de región, "Corralillo", como se le conoce popularmente al equipo, decide dar el paso a las competiciones avaladas por la Federación Costarricense de Fútbol.
En esta temporada el Deportivo Corralillo se encuentra participando en la competición de Tercera División de La Liga Nacional de Fútbol Aficionado, en su edición 2019 - 2020, Región Cartago (Costa Rica). Dentro de dicho torneo se encuentran equipos tales como: AF Lankester 1943, Deportivo Robin Murray de Cachí, Dragones FC, Municipal Tucurrique, Juventud FC, Atlético Solanos, Bermejo FC, Metropolitana CF, Corinthinas PFC y AD Inter Quircot.

## Pandemia
Debido al virus presentado en el año 2020, todos los torneos regionales a nivel de Costa Rica, fueron cancelados de forma indefinida.